# Чемпионат КОНКАКАФ среди молодёжных команд 1980
Чемпионат КОНКАКАФ среди юношей до 20 лет 1980 года проходил в Соединенных Штатах. Он также служил отборочным турниром к молодежному чемпионату мира ФИФА 1981 года.
Первоначально предполагалось, что турнир примет Гаити, но позже она сняла свою кандидатуру.

## Команды
В турнире приняли участие следующие команды:
| Регион       | Команда(ы) |
| ------------ | --- |
| Карибы (КФС) | Антигуа и Барбуда Барбадос Бермудские Острова Куба Доминиканская Республика Гренада Ямайка Нидерландские Антильские острова Пуэрто-Рико Суринам Тринидад и Тобаго |

| Регион                     | Команда(ы)                              |
| -------------------------- | --------------------------------------- |
| Центральная Америка (ЦАФС) | Коста-Рика Сальвадор Гватемала Гондурас |
| Северная Америка (САФС)    | Канада Мексика США (хозяин)             |

## Групповой этап

### Группа Лос-Анджелес
| Команды                  | И | В | Н | П | МЗ | МП | РМ | Очки |
| ------------------------ | - | - | - | - | -- | -- | -- | ---- |
| Мексика                  | 3 | 2 | 1 | 0 | 7  | 1  | +6 | 5    |
| Куба                     | 3 | 1 | 1 | 1 | 3  | 3  | 0  | 3    |
| Коста-Рика               | 3 | 1 | 0 | 2 | 5  | 7  | –2 | 2    |
| Доминиканская Республика | 3 | 1 | 0 | 2 | 2  | 6  | –4 | 2    |

| 1 августа | Коста-Рика               | 3:1 | Куба                     |
|           | Мексика                  | 3:0 | Доминиканская Республика |
| 3 августа | Мексика                  | 0:0 | Куба                     |
| 5 августа | Доминиканская Республика | 2:1 | Коста-Рика               |
| 7 августа | Куба                     | 2:0 | Доминиканская Республика |
| 9 августа | Мексика                  | 4:1 | Коста-Рика               |

### Группа Даллас
В этой группе Пуэрто-Рико были дисквалифицированы за использование неподходящих игроков.
| Команды           | И                 | В                 | Н                 | П                 | МЗ                | МП                | РМ                | Очки              |
| ----------------- | ----------------- | ----------------- | ----------------- | ----------------- | ----------------- | ----------------- | ----------------- | ----------------- |
| Канада            | 3                 | 1                 | 2                 | 0                 | 2                 | 1                 | +1                | 4                 |
| Гватемала         | 3                 | 0                 | 3                 | 0                 | 1                 | 1                 | 0                 | 3                 |
| Ямайка            | 3                 | 0                 | 3                 | 0                 | 0                 | 0                 | 0                 | 3                 |
| Тринидад и Тобаго | 3                 | 0                 | 2                 | 1                 | 2                 | 3                 | –1                | 2                 |
| Пуэрто-Рико       | Дисквалифицирован | Дисквалифицирован | Дисквалифицирован | Дисквалифицирован | Дисквалифицирован | Дисквалифицирован | Дисквалифицирован | Дисквалифицирован |

| 1 августа | Ямайка            | 0:0       | Тринидад и Тобаго |
|           | Канада            | 1:0       | Пуэрто-Рико       |
| 3 августа | Канада            | 0:0       | Гватемала         |
|           | Тринидад и Тобаго | 2:1       | Пуэрто-Рико       |
| 5 августа | Пуэрто-Рико       | 1:1       | Ямайка            |
|           | Тринидад и Тобаго | 1:1       | Гватемала         |
| 7 августа | Канада            | 2:1       | Тринидад и Тобаго |
|           | Гватемала         | 0:0       | Ямайка            |
| 9 августа | Канада            | 0:0       | Ямайка            |
|           | Гватемала         | не играли | Пуэрто-Рико       |

### Группа Эдвардсвилл
| Команды            | И | В | Н | П | МЗ | МП | РМ | Очки |
| ------------------ | - | - | - | - | -- | -- | -- | ---- |
| Гондурас           | 3 | 2 | 1 | 0 | 4  | 1  | +3 | 5    |
| Бермудские Острова | 3 | 2 | 0 | 1 | 8  | 5  | +3 | 4    |
| Суринам            | 3 | 1 | 0 | 2 | 4  | 2  | +2 | 2    |
| Гренада            | 3 | 0 | 1 | 2 | 2  | 10 | –8 | 1    |

| 5 августа | Суринам            | 4:0 | Гренада            |
|           | Гондурас           | 3:1 | Бермудские Острова |
| 7 августа | Бермудские Острова | 1:0 | Суринам            |
|           | Гондурас           | 0:0 | Гренада            |
| 9 августа | Бермудские Острова | 6:2 | Гренада            |
|           | Гондурас           | 1:0 | Суринам            |

### Группа Принстон
| Команды                          | И | В | Н | П | МЗ | МП | РМ  | Очки |
| -------------------------------- | - | - | - | - | -- | -- | --- | ---- |
| США                              | 4 | 4 | 0 | 0 | 13 | 1  | +12 | 8    |
| Нидерландские Антильские острова | 4 | 3 | 0 | 1 | 8  | 6  | +2  | 6    |
| Сальвадор                        | 4 | 2 | 0 | 2 | 9  | 4  | +5  | 4    |
| Антигуа и Барбуда                | 4 | 1 | 0 | 3 | 2  | 11 | –9  | 2    |
| Барбадос                         | 4 | 0 | 0 | 4 | 2  | 12 | –10 | 0    |

| 1 августа | США                              | 5:0 | Барбадос                         |
|           | Сальвадор                        | 5:0 | Антигуа и Барбуда                |
| 3 августа | США                              | 3:0 | Нидерландские Антильские острова |
|           | Сальвадор                        | 3:0 | Барбадос                         |
| 5 августа | Антигуа и Барбуда                | 1:0 | Барбадос                         |
|           | Нидерландские Антильские острова | 2:1 | Сальвадор                        |
| 7 августа | США                              | 2:0 | Сальвадор                        |
|           | Нидерландские Антильские острова | 3:0 | Антигуа и Барбуда                |
| 9 августа | США                              | 3:1 | Антигуа и Барбуда                |
|           | Нидерландские Антильские острова | 3:2 | Барбадос                         |

## Четвертьфиналы
| Канада | 3:0 | Куба |
| ------ | --- | ---- |
|        |     |      |

| Мексика | 2:0 | Гватемала |
| ------- | --- | --------- |
|         |     |           |

| Гондурас | 8:1 | Нидерландские Антильские острова |
| -------- | --- | -------------------------------- |
|          |     |                                  |

| США | 2:1 | Бермудские Острова |
| --- | --- | ------------------ |
|     |     |                    |

## Полуфиналы
| Мексика  | 1:1 | Канада |
| -------- | --- | ------ |
|          |     |        |
| Пенальти |     |        |
|          | 4:3 |        |

| США      | 0:0 | Гондурас |
| -------- | --- | -------- |
|          |     |          |
| Пенальти |     |          |
|          | 9:8 |          |

## Финал
| США | 0:2 | Мексика |
| --- | --- | ------- |
|     |     |         |

| Чемпионат КОНКАКАФ 1980 до 20 лет |
| Мексика Седьмой титул             |

## Квалификация к молодежному чемпионату мира
Две команды с лучшими результатами прошли квалификацию в Молодежный чемпионат мира по футболу 1981 года.
- Мексика
- США

## Внешние ссылки
- Results by RSSSF